# I Kissed a Girl
"I Kissed a Girl" (tạm dịch: "Em đã hôn một cô gái") là một bài hát của nghệ sĩ thu âm người Mỹ Katy Perry nằm trong album phòng thu thứ hai của cô, One of the Boys (2008). Nó được phát hành vào ngày 28 tháng 4 năm 2008 như là đĩa đơn đầu tiên trích từ album bởi Capitol Records, đồng thời là đĩa đơn đầu tay trong sự nghiệp của nữ ca sĩ. Bài hát được đồng viết lời bởi Perry, Dr. Luke, Max Martin và Cathy Dennis, trong khi phần sản xuất được đảm nhiệm bởi Luke với sự tham gia hỗ trợ sản xuất từ Benny Blanco. Đây là một bản pop rock kết hợp với những yếu tố của new wave, mang nội dung đề cập đến "vẻ đẹp ma thuật của một người phụ nữ" dựa trên mô tả của Perry, và được lấy cảm hứng từ nữ diễn viên Scarlett Johansson cũng như một mối quan hệ bạn bè của cô với một cô gái vào độ tuổi thanh niên. Ban đầu, Capitol Records không muốn phát hành "I Kissed a Girl" làm đĩa đơn bởi chủ đề nhạy cảm và dễ gây tranh cãi của nó, và họ quyết định chỉ quảng bá giới hạn trên một số đài phát thanh để thăm dò phản ứng từ công chúng và thậm chí còn đe dọa rằng Perry sẽ bị sa thải một lần nữa nếu nó thất bại. Tuy nhiên, sau khi gặt hái những phản hồi và yêu cầu phát sóng liên tục từ khán thính giả, bài hát đã được phát hành rộng rãi.
Sau khi phát hành, "I Kissed a Girl" nhận được những phản ứng trái chiều từ các nhà phê bình âm nhạc, trong đó họ đánh giá cao giai điệu bắt tai và quá trình sản xuất của nó, nhưng cũng vấp phải nhiều sự chỉ trích bởi chủ đề đồng tính luyến ái xoay quanh nội dung lời bài hát, và bị cho là "làm tầm thường hóa tình dục nữ tính" và lợi dụng chủ đề nhạy cảm để thu hút sự chú ý. Tuy nhiên, bài hát đã gặt hái nhiều giải thưởng và đề cử tại những lễ trao giải lớn, bao gồm một đề cử giải Grammy cho Trình diễn giọng pop nữ xuất sắc nhất tại lễ trao giải thường niên lần thứ 51. "I Kissed a Girl" cũng tiếp nhận những thành công ngoài sức tưởng tượng về mặt thương mại với việc đứng đầu các bảng xếp hạng ở hơn 19 quốc gia, bao gồm nhiều thị trường lớn như Úc, Canada, Đức, Ireland, Ý, New Zealand, Thụy Sĩ và Vương quốc Anh, và lọt vào top 10 ở hầu hết những quốc gia nó xuất hiện. Tại Hoa Kỳ, bài hát đạt vị trí số một trên bảng xếp hạng Billboard Hot 100 trong bảy tuần liên tiếp, trở thành đĩa đơn quán quân đầu tiên của Perry và là bài hát quán quân thứ 1,000 của bảng xếp hạng trong kỷ nguyên rock, đồng thời bán được hơn 4.7 triệu bản tại đây. Tính đến nay, nó đã bán được hơn 10.8 triệu bản trên toàn cầu, trở thành đĩa đơn bán chạy thứ bảy năm 2008 và là một trong những đĩa đơn bán chạy nhất mọi thời đại.
Video ca nhạc cho "I Kissed a Girl" được đạo diễn bởi Kinga Burza với bối cảnh ở một bữa tiệc ngủ theo phong cách Moulin Rouge và Burlesque, trong đó bao gồm những cảnh Perry và những người bạn của cô cùng nhau vui vẻ nhảy múa trong bữa tiệc, bên cạnh sự xuất hiện của một số khách mời đặc biệt như nữ diễn viên Shannon Woodward, DJ Skeet Skeet và nữ ca sĩ Kesha. Nó đã nhận được nhiều lượt phát sóng liên tục trên những kênh truyền hình âm nhạc như MTV và VH1, cũng như gặt hái năm đề cử tại giải Video âm nhạc của MTV năm 2008 cho Video xuất sắc nhất của nữ ca sĩ, Nghệ sĩ mới xuất sắc nhất, Chỉ đạo nghệ thuật xuất sắc nhất, Biên tập xuất sắc nhất và Quay phim xuất sắc nhất. Để quảng bá bài hát, Perry đã trình diễn "I Kissed a Girl" trên nhiều chương trình truyền hình và lễ trao giải lớn, bao gồm MTV Unplugged, Today, giải Grammy lần thứ 51, giải Video âm nhạc của MTV năm 2008 và giải Âm nhạc châu Âu của MTV năm 2008, cũng như trong tất cả những chuyến lưu diễn của cô. Kể từ khi phát hành, bài hát đã được hát lại và sử dụng làm nhạc mẫu bởi nhiều nghệ sĩ khác nhau, như "Weird Al" Yankovic, Lenny Kravitz, Ellen Degeneres, Cobra Starship và dàn diễn viên của Glee, cũng như xuất hiện trong nhiều tác phẩm điện ảnh và truyền hình, bao gồm The Big Bang Theory, Blended, Boy Meets Girl, The Hills và Pitch Perfect 2.

## Danh sách bài hát
| Tải kĩ thuật số 1. "I Kissed a Girl" - 3:00 Đĩa CD tại châu Âu và Anh quốc 1. "I Kissed a Girl" - 3:00 2. "I Kissed a Girl" (Jason Nevins Funkrokr phối mở rộng) - 6:51 Đĩa CD quảng bá tại Hoa Kỳ 1. "I Kissed a Girl" - 3:00 2. "I Kissed a Girl" (Jason Nevins Funkrokr chỉnh sửa) - 3:30 3. "I Kissed a Girl" (Jason Nevins Funkrokr phối mở rộng) - 6:51 | Đĩa CD maxi tại châu Âu 1. "I Kissed a Girl" - 3:00 2. "I Kissed a Girl" (Jason Nevins Funkrokr phối mở rộng) - 6:51 3. "I Kissed a Girl" (Dr. Luke & Benny Blanco phối lại) - 3:28 Đĩa CD tại Úc 1. "I Kissed a Girl" - 3:00 2. "I Kissed a Girl" (không lời) - 3:00 |

## Thành phần thực hiện
Thành phần thực hiện được trích từ ghi chú của One of the Boys, Capitol Records.
Thu âm và phối khí
- Thu âm tại Dr. Luke's Studios, Legacy Recording Studio (Thành phố New York) và Conway Recording Studio (Hollywood).
- Phối khí tại MixStar Studios ở Virginia Beach, Virginia.

Thành phần
- Viết lời - Katy Perry, Lukasz Gottwald, Max Martin, Cathy Dennis
- Sản xuất - Dr. Luke, Benny Blanco (hỗ trợ sản xuất)
- Giọng nền - Cathy Dennis
- Phối khí - Serban Ghenea
- Kỹ sư - Emily Wright, Sam Holland, Nick Banns, Aniela Gottwald, Mike Caffrey, Tina Kennedy
- Trống và lập trình - Dr. Luke, Benny Blanco
- Trống trực tiếp - Steven Wolf
- Thu âm và sản xuất phần trống - Mike Caffrey

## Giải thưởng và đề cử
| Năm  | Giải thưởng                         | Hạng mục                              | Kết quả   |
| ---- | ----------------------------------- | ------------------------------------- | --------- |
| 2008 | Giải Video âm nhạc của MTV          | Chỉ đạo nghệ thuật xuất sắc nhất      | Đề cử     |
| 2008 | Giải Video âm nhạc của MTV          | Quay phim xuất sắc nhất               | Đề cử     |
| 2008 | Giải Video âm nhạc của MTV          | Biên tập xuất sắc nhất                | Đề cử     |
| 2008 | Giải Video âm nhạc của MTV          | Video xuất sắc nhất của nữ ca sĩ      | Đề cử     |
| 2008 | Giải Video âm nhạc của MTV          | Nghệ sĩ mới xuất sắc nhất             | Đề cử     |
| 2008 | Giải Sự lựa chọn của Giới trẻ       | Lựa chọn Âm nhạc:Bài hát mùa hè       | Đề cử     |
| 2008 | Giải Âm nhạc châu Âu của MTV        | Bài hát gây nghiện nhất               | Đề cử     |
| 2008 | Los Premios MTV Latinoamérica       | Bài hát của năm                       | Đề cử     |
| 2008 | Giải thưởng Q                       | Bài hát xuất sắc nhất                 | Đề cử     |
| 2008 | The Record of the Year              | Thu âm của năm                        | Đề cử     |
| 2009 | Giải Grammy                         | Trình diễn giọng pop nữ xuất sắc nhất | Đề cử     |
| 2009 | Giải thưởng âm nhạc Pop ASCAP       | Bài hát được phát nhiều nhất          | Đoạt giải |
| 2009 | Giải Sự lựa chọn của Công chúng     | Bài hát Pop được yêu thích            | Đoạt giải |
| 2009 | Giải Video của MuchMusic            | UR Fave: Nghệ sĩ quốc tế              | Đề cử     |
| 2009 | Giải Sự lựa chọn của Trẻ em         | Bài hát xuất sắc nhất                 | Đề cử     |
| 2009 | Giải Video âm nhạc của MTV Nhật Bản | Video Pop xuất sắc nhất               | Đoạt giải |

## Xếp hạng
| Bảng xếp hạng (2008-13)              | Vị trí cao nhất |
| ------------------------------------ | --------------- |
| Úc (ARIA)                            | 1               |
| Áo (Ö3 Austria Top 40)               | 1               |
| Bỉ (Ultratop 50 Flanders)            | 1               |
| Bỉ (Ultratop 50 Wallonia)            | 3               |
| Brazil (ABPD)                        | 1               |
| Canada (Canadian Hot 100)            | 1               |
| Cộng hòa Séc (Rádio Top 100)         | 1               |
| Đan Mạch (Tracklisten)               | 1               |
| Châu Âu (European Hot 100 Singles)   | 1               |
| Phần Lan (Suomen virallinen lista)   | 4               |
| Pháp (SNEP)                          | 5               |
| Đức (Official German Charts)         | 1               |
| Hungary (Rádiós Top 40)              | 1               |
| Hungary (Single Top 40)              | 9               |
| Hungary (Dance Top 40)               | 4               |
| Ireland (IRMA)                       | 1               |
| Ý (FIMI)                             | 1               |
| Hà Lan (Dutch Top 40)                | 1               |
| Hà Lan (Single Top 100)              | 3               |
| New Zealand (Recorded Music NZ)      | 1               |
| Na Uy (VG-lista)                     | 1               |
| Ba Lan (Airplay Chart)               | 2               |
| Bồ Đào Nha (Billboard)               | 2               |
| Scotland (OCC)                       | 1               |
| Slovakia (Rádio Top 100)             | 4               |
| Tây Ban Nha (PROMUSICAE)             | 19              |
| Thụy Điển (Sverigetopplistan)        | 1               |
| Thụy Sĩ (Schweizer Hitparade)        | 1               |
| Anh Quốc (OCC)                       | 1               |
| Hoa Kỳ Billboard Hot 100             | 1               |
| Hoa Kỳ Adult Pop Airplay (Billboard) | 16              |
| Hoa Kỳ Dance Club Songs (Billboard)  | 25              |
| Hoa Kỳ Pop Airplay (Billboard)       | 2               |
| Hoa Kỳ Rhythmic (Billboard)          | 15              |

| Bảng xếp hạng        | Vị trí |
| -------------------- | ------ |
| US Billboard Hot 100 | 499    |

| Bảng xếp hạng (2008)                 | Vị trí |
| ------------------------------------ | ------ |
| Australia (ARIA)                     | 6      |
| Austria (Ö3 Austria Top 75)          | 4      |
| Belgium (Ultratop 50 Flanders)       | 7      |
| Belgium (Ultratop 40 Wallonia)       | 41     |
| Canada (Canadian Hot 100)            | 5      |
| Europe (European Hot 100 Singles)    | 4      |
| Finland (Suomen virallinen lista)    | 1      |
| France (SNEP)                        | 34     |
| Germany (Official German Charts)     | 5      |
| Hungary (Rádiós Top 40)              | 25     |
| Hungary (Dance Top 40)               | 56     |
| Ireland (IRMA)                       | 5      |
| Italy (FIMI)                         | 5      |
| Netherlands (Dutch Top 40)           | 17     |
| Netherlands (Single Top 100)         | 19     |
| New Zealand (Recorded Music NZ)      | 9      |
| Norway (VG-lista)                    | 6      |
| Sweden (Sverigetopplistan)           | 5      |
| Switzerland (Schweizer Hitparade)    | 8      |
| UK Singles (Official Charts Company) | 4      |
| US Billboard Hot 100                 | 14     |
| US Pop Songs (Billboard)             | 16     |
| Worldwide (IPFI)                     | 7      |
| Bảng xếp hạng (2009)                 | Vị trí |
| Europe (European Hot 100 Singles)    | 54     |
| Finland (Suomen virallinen lista)    | 18     |
| Germany (Official German Charts)     | 95     |
| Hungary (Rádiós Top 40)              | 12     |
| Hungary (Dance Top 40)               | 42     |
| Norway (VG-lista)                    | 39     |
| Switzerland (Schweizer Hitparade)    | 48     |
| UK Singles (Official Charts Company) | 176    |

| Bảng xếp hạng (2000-09)              | Vị trí |
| ------------------------------------ | ------ |
| Australia (ARIA)                     | 22     |
| Austria (Ö3 Austria Top 40)          | 50     |
| Germany (Official German Charts)     | 29     |
| UK Singles (Official Charts Company) | 59     |
| US Billboard Hot 100                 | 66     |

## Chứng nhận
}
| Quốc gia                                                                           | Chứng nhận  | Số đơn vị/doanh số chứng nhận |
| ---------------------------------------------------------------------------------- | ----------- | ----------------------------- |
| Úc (ARIA)                                                                          | 3× Bạch kim | 210.000^                      |
| Áo (IFPI Áo)                                                                       | Bạch kim    | 30.000*                       |
| Bỉ (BEA)                                                                           | Vàng        | 15,000*                       |
| Brasil (Pro-Música Brasil)                                                         | Bạch kim    | 80,000*                       |
| Canada (Music Canada) Nhạc số                                                      | 7× Bạch kim | 280.000*                      |
| Canada (Music Canada) Nhạc chuông                                                  | 6× Bạch kim | 240.000*                      |
| Đan Mạch (IFPI Đan Mạch)                                                           | 3× Bạch kim | 45.000^                       |
| Phần Lan (Musiikkituottajat)                                                       | Bạch kim    | 14,072                        |
| Pháp (SNEP)                                                                        | Vàng        | 160,000                       |
| Đức (BVMI)                                                                         | 3× Vàng     | 750.000‡                      |
| Ý (FIMI)                                                                           | Vàng        | 25.000‡                       |
| New Zealand (RMNZ)                                                                 | Bạch kim    | 15.000*                       |
| Tây Ban Nha (PROMUSICAE)                                                           | Bạch kim    | 25.000^                       |
| Thụy Điển (GLF)                                                                    | Bạch kim    | 40,000^                       |
| Thụy Sĩ (IFPI)                                                                     | Bạch kim    | 30.000^                       |
| Anh Quốc (BPI)                                                                     | Bạch kim    | 706,000                       |
| Hoa Kỳ (RIAA)                                                                      | 6× Bạch kim | 4,700,000                     |
| * Chứng nhận dựa theo doanh số tiêu thụ. ^ Chứng nhận dựa theo doanh số nhập hàng. |             |                               |

## Lịch sử phát hành
| Khu vực        | Ngày                | Định dạng               | Nguồn                                                   |
| -------------- | ------------------- | ----------------------- | ------------------------------------------------------- |
| Hoa Kỳ         | 28 tháng 4 năm 2008 | Tải kĩ thuật số         | [ 101 ]                                                 |
| Thế giới       | 29 tháng 4 năm 2008 | Tải kĩ thuật số         | [ 102 ] [ 103 ] [ 104 ] [ 105 ] [ 106 ] [ 107 ] [ 108 ] |
| Hoa Kỳ         | 13 tháng 5 năm 2008 | Top 40/Mainstream radio | [ 109 ]                                                 |
| Úc             | 19 tháng 7 năm 2008 | EP phối lại             | [ 110 ]                                                 |
| New Zealand    | 19 tháng 7 năm 2008 | EP phối lại             | [ 111 ]                                                 |
| Vương quốc Anh | 29 tháng 7 năm 2008 | Tải kĩ thuật số         | [ 112 ]                                                 |
| Thụy Sĩ        | 1 tháng 8 năm 2008  | EP phối lại             | [ 113 ]                                                 |
| Đức            | 1 tháng 8 năm 2008  | CD                      | [ 114 ]                                                 |
| Pháp           | 25 tháng 8 năm 2008 | CD                      | [ 115 ]                                                 |
| Thế giới       | 25 tháng 8 năm 2008 | EP phối lại             | [ 116 ]                                                 |
| Vương quốc Anh | 1 tháng 9 năm 2008  | CD                      | [ 117 ]                                                 |